# Brandaris (schip, 1923)
De Brandaris is een voormalige reddingboot van de Koninklijke Nederlandse Redding Maatschappij (KNRM). Het schip is genoemd naar de vuurtoren Brandaris van Terschelling. Het gerestaureerde reddingschip ligt in de haven van Terschelling.
Nadat de eerste Brandaris in 1921 was vergaan, kreeg Terschelling in 1923 een nieuwe reddingboot. Het was de eerste dubbelschroefs motorreddingboot ter wereld. In 37 jaar redde de Brandaris II meer dan 500 schipbreukelingen, vaak onder zware omstandigheden.
Zijn eerste grote actie was in 1926 toen het Poolse stoomschip Wisla in nood raakte op de Jacobsruggen. De Brandaris kwam het schip tot tweemaal toe te hulp, maar kon niet voorkomen dat twee bemanningsleden van het Poolse schip verdronken.
Tijdens de Tweede Wereldoorlog oorlog voer de Brandaris gewoon door, ondanks de aanwezigheid van zeemijnen. Hij voer in de oorlogsjaren net als alle andere reddingboten onder de vlag van het Rode Kruis en had de status van particulier hospitaalschip.
In 1949 lukte het om in een zware storm alle 26 bemanningsleden van het doormidden gebroken Poolse schip Katowice te redden. Het schip met een dure lading ongelooide huiden aan boord ging verloren. De Katowice en een van de aangespoelde reddingsboten bleken vol met gesmokkelde sigaretten te zitten.

## 1960
In 1960 werd de Brandaris vervangen door de zelfrichtende motorreddingboot Carlot. De Brandaris deed nog enkele maanden dienst op Oostmahorn en vijf jaar daarna op reddingstation Scheveningen. In 1966 werd het door een particulier tot motorjacht verbouwd. Het schip voer onder meer op de Middellandse Zee, maar meerde af en toe aan in de haven van Terschelling.

## Stichting Motorreddingboot Terschelling
In 2011 werd het schip aangekocht door de Stichting Motorreddingboot Terschelling. In eerste instantie was het de bedoeling dat de Brandaris II aan wal zou komen te staan, later werd gekozen om hemt weer zeewaardig te maken.
De Stichting kreeg twee weinig gebruikte identieke Kromhoutmotoren aangeboden. Nadat het onderwaterschip was geconserveerd werd het schip in mei 2013 de haven van Terschelling binnengesleept. Daar werd elektra aangelegd en kreeg de kajuit een nieuwe vloer. Vervolgens werd de Brandaris naar Zaandam gebracht waar de twee Kromhoutmotoren werden geplaatst. Tevens kwam er een nieuwe betimmering en kreeg het schip een complete navigatie-outfit. Sindsdien wordt de Brandaris gebruikt voor verschillende excursies en als speciale vergaderlocatie. Bij te veel ijsgang wordt de Brandaris ingezet om de weg vrij te maken voor de latere reddingboot.